# Chodzież
Chodzież (Duits: Chodziesen, 1878-1920 Kolmar in Posen) is een stad in het Poolse woiwodschap Groot-Polen, gelegen in de powiat Chodzieski en gemeente Chodzież. De oppervlakte bedraagt 12,77 km², het inwonertal 19.705 (2005).

## Verkeer en vervoer
- Station Chodzież